# Хауард (округ, Миссури)
Округ Хауард (англ. Howard County) — округ штата Миссури, США. Население округа на 2009 год составляло 9857 человек. Административный центр округа — город Фейетт.

## История
Округ Хауард основан в 1816 году.

## География
Округ занимает площадь 1206.9 км2.

## Демография
Согласно оценке Бюро переписи населения США, в округе Ховард в 2009 году проживало 9857 человек. Плотность населения составляла 8.2 человек на квадратный километр.